# La Roche-Bernard
La Roche-Bernard település Franciaországban, Morbihan megyében. Lakosainak száma 720 fő (2022. január 1.). La Roche-Bernard Nivillac, Herbignac, Férel és Marzan községekkel határos.

## Népesség
A település népességének változása:
| Lakosok száma | 979  | 838  | 766  | 761  | 658  | 666  | 692  | 701  | 694  | 720  |
|               | 1968 | 1982 | 1990 | 2006 | 2013 | 2015 | 2017 | 2019 | 2020 | 2022 |